# Cotnari
Cotnari is een Roemeense gemeente in het district Iași.
Cotnari telt 7874 inwoners.